# Tomba dei giganti di Su Niu 'e su Crobu
La tomba dei giganti di Su Niu 'e Su Crobu (in italiano: il nido del corvo) è un sito archeologico situato nel territorio del comune di Sant'Antioco, nella provincia del Sud Sardegna.

## Descrizione
Il monumento si trova su una piana rocciosa sopraelevata nella parte meridionale dell'isola sulcitana, poco lontano dal mare e dall'importante complesso nuragico di Grutti 'e Acqua.
La tomba dei giganti, risalente all'età del bronzo medio-recente, è costruita con blocchi di trachite. Di essa rimangono parte del lungo corpo tombale, privo della copertura a piattabanda, e la cosiddetta esedra, ampia circa 14 m.
Il sito è stato scavato nell'estate del 1977 dall'archeologo Vincenzo Santoni.